# Iveco Massif
Iveco Massif — полноразмерный легковой автомобиль повышенной проходимости, выпускаемый итальянской компанией Iveco S.p.A. в период с 2007 по 2011 год. Он был частью гаммы внедорожников Iveco, в которую также входят грузовые автомобили Trakker и Daily 4×4. В 2010 году из-за плохих продаж и способности Fiat Group обслуживать европейский рынок 4×4 импортными автомобилями Jeep Iveco решила расторгнуть соглашение с Santana. В 2011 году владельцем Santana стало правительство Андалусии, которое приняло решение закрыть компанию и её автомобильный завод, и 1341 человек был уволен или досрочно ушёл на пенсию. Из 6 692 автомобилей, выпущенных в 2007 году, компания выпустила 1197 в 2009 году и не более 769 в 2010 году.

## Обзор
Iveco Massif был произведён в Линаресе (Испания) компанией Santana Motor Company, продавался Iveco и конкурировал с Land Rover Defender на рынке полноприводных автомобилей. Модель по сути является обновлённой и рестайлинговой версией Santana PS-10, которая (как и Defender) сама является производной от серии Land Rover, которую Santana ранее построила по лицензии. Massif был частью совместного предприятия между Iveco и Santana; Iveco объявила в Мадриде в мае 2006 года, что, по сути, берёт на себя продукт PS-10.

## Особенности
Massif был спроектирован автодизайнерами Джорджетто Джуджаро и Iveco Style Centre. Он имеет сходство с Santana PS-10, который сам по себе был в значительной степени основан на серии Land Rover. Автомобиль был доступен с двумя версиями 3,0-литрового дизельного двигателя Iveco, взятого из фургона Iveco Daily. Была доступна версия HPI мощностью 150 л. с. (110 кВт; 148 л. с.) с крутящим моментом 350 Н*м и версия HPT мощностью 176 л. с. (129 кВт; 174 л. с.) с крутящим моментом 400 Н*м. Дополнительная мощность версии HPT обеспечивается турбонагнетателем с изменяемой геометрией. Оба двигателя соответствовали стандартам выбросов Евро-4.
Massif оснащён только 6-ступенчатой механической коробкой передач ZF 6S400 overdrive с высокими и низкими передаточными отношениями. Также модель имеет возможность выбора полного привода, как и его предшественник серии Land Rover. Это было сделано для снижения расхода топлива, заявленного Iveco как «до 10 %». Считается, что решение о выборе полного привода было принято потому что Iveco предположила, что постоянный полный привод не требуется для большинства условий вождения.
Также Massif оснащён ступицами свободного хода с ручной блокировкой на передних осях, которые предотвращают вращение компонентов передней оси, предположительно, для уменьшения износа. Опциональный задний дифференциал с ограниченным проскальзыванием также был доступен для улучшения внедорожных возможностей за счёт снижения вероятности пересечения оси.
У Massif круглые дисковые тормоза с вентилируемыми дисками на передней оси и простыми дисками на задней оси. Ручной тормоз также является дисковым тормозом, работающим на трансмиссии. И ещё модель оснащена параболической подвеской по всему периметру, в отличие от спиральных пружин её современника Land Rover Defender. Параболическая система подвески выполнена с двухлопастными пружинами на передней оси и четырьмя лопастными пружинами на задней оси. На осях установлены газовые амортизаторы и противоскользящие планки, чтобы обеспечить компромисс между управляемостью на дороге и внедорожной способностью. Параболическую систему подвески можно рассматривать как экономичный компромисс между простотой, несущей способностью листовых рессор, повышенным комфортом и сочленением осей спиральных рессор.